# 寄生蟲病妄想
寄生虫病妄想（delusional parasitosis，DP）是一種精神障碍，自己被寄生有生物或非生物的病原體，如寄生蟲、昆蟲或蟲子，儘管實際上並不存在這種寄生情況。他們通常會此症狀稱為“蟻行”的触觉幻觉，的觸覺幻覺，即感覺像昆蟲在皮膚上或底下爬行。莫吉隆斯症被視為這種狀況的一種亞型，患者認為自己的潰瘍中包含有害的纖維。
妄想性寄生症被歸類為《精神障碍诊断与统计手册》（DSM5）中的妄想性疾病。其起因尚不清楚，但被認為與大腦中多巴胺過多有關。診斷妄想性寄生症的條件是，妄想是精神病症的唯一症狀，而這種妄想不能被其他條件更好地解釋，並且已經持續了一個月或更長的時間。由於患者無法意識到自己的病症是一種妄想，因此很少有人願意接受治療。抗精神病药提供了潛在的治療方法，同時認知行為療法和抗抑鬱藥物可用於幫助緩解症狀。
這種疾病很罕見，女性患者的發生率是男性的兩倍。患有這種障礙的人的平均年齡為57歲。另一個名稱，艾克邦症候群，是為了紀念神經學家，卡尔-阿克塞尔·埃克博姆（Karl-Axel Ekbom），他於1937年和1938年發表了有關這種疾病的重要報告。

## 分类
妄想性感染被歸類為DSM5中的躯體型妄想症。自2015年以來，“寄生蟲妄想症”這個名稱已成為最常見的名稱，但該病狀還被稱為妄想性感染、妄想寄生症、妄想性外寄生症、心因性寄生症、艾克邦症候群、皮膚恐懼症、寄生蟲恐懼症、蟻行感和“古柯鹼蟲”。
莫吉隆斯症是一種妄想性寄生症，患者感到皮膚疼痛，並相信其中包含各種纖維；其表現非常類似於其他妄想性感染，但自我診斷為這種狀況的人還相信在他們的皮膚損傷中存在線狀或纖維狀物質。
妄想性偷竊寄生症是一種妄想性寄生症的變體，患者誤信他們的居所受到寄生，而非身體上或體內。患者相信寄生現象發生在他們的住所，而不是在他們的身體上或內部。

## 徵兆和症狀
患有妄想性寄生症的人堅信他們被“寄生蟲、蠕蟲、蟎蟲、細菌、真菌”或其他生物感染，且使用邏輯或理性的論點通常無法改變他們的這種信仰念。該症狀在患者之間有所差異，但通常表現為一種在皮膚上感到爬行和刺痛的感覺，最常描述為寄生蟲在皮膚上爬行或鑽入的錯覺，有時伴隨著實際的生理感覺（被稱為感覺蟻行）。受影響的人可能會試圖傷害自己，以擺脫這種「寄生蟲」，導致皮膚損傷，包括擦傷、瘀傷、切口，以及因使用化學物質和強迫性清潔習慣而引起的損害。儘管有相反的證據，患有妄想性寄生症的人可能拒絕接受其症狀是心理障礙的結果，這使得說服他們尋求適當的精神治療變得具有挑戰性。
患有妄想性寄生症的個體通常會識別出一些「先前事件，如蟲咬、旅行、共用衣物或接觸感染者」；這些事件可能會使個體誤將症狀歸因於他們先前能夠忽略的症狀，因為現在更加關注這些症狀幾乎皮膚上的任何痕跡，或者在個體或其衣物上找到的小物體或微粒，都可能被解釋為寄生感染的證據，並且患有該症狀的人通常會強迫性地收集這種“證據”以呈現給醫學專業人員。這種呈現方式被稱為“火柴盒徵象”、“密封袋徵象”或“標本徵象”，因為這種「證據」通常被放在一個小容器中，如火柴盒。火柴盒徵象在每十個患有妄想性寄生症的人中有五到八人存在。與之相關的是「數碼標本徵象」，即個體攜帶一系列照片以紀錄他們的狀況。
類似的妄想可能存在於親屬之間，這被稱為二联性精神病佔妄想性寄生症病例的5-15％，被視為一種共同的精神病性障礙。由於互聯網和媒體有助於進一步推動共同的妄想，妄想性寄生症有時也被稱為folie à Internet；當受影響的人分開時，他們的症狀通常會減輕，但大多數仍需要治療。
大約十個患有妄想性寄生症的人中有八個伴隨著其他并发疾病，主要是抑鬱症，其次是物質濫用和焦慮；他們的個人和職業生活經常受到干擾，因為他們對自己的症狀感到極度苦惱。
在2011年的一項由梅奥诊所進行的研究中，對108名患者進行了皮膚活檢和患者提供的樣本，未能發現皮膚感染的證據；該研究得出結論，皮膚感染的感覺是妄想性寄生症。

## 原因
妄想性寄生症的原因尚不清楚。它可能與大腦紋狀體中多巴胺過多有關，這是由於多巴胺轉運蛋白（DAT）功能减弱所致，該蛋白負責調節大腦中多巴胺的再吸收。支持多巴胺理論的證據是，抑制多巴胺再吸收的藥物（例如可卡因和安非他命）被知道會誘發感覺蟻行等症狀。其他也表現出降低DAT功能的條件被知道會引起次發性妄想性寄生症，這些條件包括“精神分裂症、抑郁症、創傷性腦損傷、酗酒、帕金森病和亨廷顿病、人類免疫缺陷病毒感染和缺鐵”。進一步的證據是抗精神病藥物夠改善妄想性寄生症症狀，這可能是因為它們影響了多巴胺的傳遞。

## 診斷
妄想性寄生症的診斷標準包括：妄想是精神病的唯一症狀，妄想持續了一個月或更長的時間，行為在其他方面沒有顯著的奇異或受損，情緒障礙（如果有的話）相對較短，而妄想不能被其他醫學狀況、精神障礙或物質影響更好地解釋。進行診斷時，個體必須將異常的皮膚感覺歸因於他們相信自己被感染，並且即使有證據顯示他們並未受到感染，他們仍然堅信自己受到感染。
妄想性寄生症有兩種形式：一是原發性，另一是繼發性。在原發性妄想性寄生症中，妄想是精神疾病的唯一表現。而次發性妄想性寄生症發生在另一種精神狀態、醫學疾病或物質（醫療或娛樂用途）引起症狀的情況下；在這些情況中，妄想是另一種狀態的症狀，而不是疾病本身。發性妄想性寄生症可以是功能性的（主要是由精神疾病引起）或器質性的（由其他醫學疾病或器質性疾病引起）器質性的發性形式可能维生素 B12缺乏、甲状腺功能低下、貧血、肝炎、糖尿病、艾滋病毒/艾滋病、梅毒或使用興奮劑（如安非他命和可卡因）有關。
進行檢查以排除其他原因對於診斷至關重要。通過皮膚檢查和實驗室分析排除了寄生蟲感染。細菌感染可能是由於個體不斷操縱(搔癢)皮膚而導致的。還需要排除其他可能引起皮膚搔癢的情况；包括複查可能導致相似症狀的藥物。進行其他條件的檢測有助於建立與醫生之間的信任關係；這可以包括實驗室分析，如全血细胞計數、综合代谢组、紅血球沉降率、 C-反應蛋白、毒理學尿液分析和甲狀腺刺激激素尿液分析，以及皮膚活檢和皮膚病學測試以檢測或排除寄生蟲感染根據症狀，可能會進行測試以排除“人類免疫缺陷病毒、梅毒、病毒性肝炎、B12或葉酸缺乏”和過敏

### 鑑別
妄想性寄生症必須與疥瘡、蟎蟲和其他可能與妄想同時發生的精神狀態區分開來；這些包括精神分裂症、痴呆症、焦虑症、强迫症、情感性或物質誘發的精神病，以及可能引起精神病的其他狀態，例如貧血。
瘙癢和其他皮膚狀態最常見的原因是蟎蟲，但也可能是由於農產品引起的「雜貨店痕癢」、寵物引起的皮膚炎症、毛蟲/蛾的皮炎，或者接觸玻璃纖維引起的。一些藥物，無論是合法的還是非法的，如安非他明、多巴胺激動劑、阿片類藥物和可卡因也可能引起報告的皮膚感覺。在鑑別診斷中必須排除的疾病包括甲狀腺功能低下和腎臟或肝臟疾病。這些生理因素以及空氣中刺激物等環境因素，有可能在其他方面身體健康的個體中引起“爬行”感覺；有些人可能對這種感覺及其可能的含義產生執著，這種執著可能演變成妄想性寄生症。

## 治療
截至2019年，尚未進行將現有治療方法與安慰劑進行比較的研究。提供治愈且效果最好的治療方法是低劑量的抗精神病藥物。認知行為療法（CBT）也可能是有用的。利培酮首選治療方法。年來，首選治療方法一直是匹莫齊特，但它的副作用較新一代抗精神病藥物更高。阿立哌唑和齐拉西酮是有效的，但對妄想性寄生症的研究不夠充分。奧拉奈普欣也有效。所有這些藥物都以最低劑量使用，並逐漸增加劑量直至症狀緩解。
患有這種疾病的人通常拒絕專業醫學上的妄想性寄生症診斷，且很少自願接受治療，儘管有可見的療效，使得該病難以控制。向患有妄想性寄生症的個體保證沒有感染的證據通常是無效的，因為患者可能會拒絕這種說法。由於妄想性寄生症的患者通常會就診於多個不同專業的醫生，並感到孤立和沮喪，贏得患者的信任並與其他醫生合作是治療方法的關鍵部分。皮膚科醫生可能更容易成功地引入藥物的使用，作為緩解瘙癢困擾的一種方式。直接對抗患者的妄想是無效的，因為根據定義，妄想不太可能改變；透過認知行為療法（CBT）對妄想進行信念對抗是在那些願意接受心理治療的人中實現的。 Heller等人（2013）提出了一種五階段的治療方法，旨在建立醫生和患者之間的融洽和信任。

## 预後
這種狀態的平均持續時間約為三年。這種狀態導致社交孤立，並影響就業。治療可以通過抗精神病藥物或治療潛在的精神疾病來實現。

## 流行病學
儘管是一種罕見的疾病，妄想性寄生症是妄想症中最常見的一種，比其他類型的妄想，與體味或口臭相關的妄想更為普遍。它可能未被檢測到，因為患有這種病的人不會去看精神科醫生，因為他們不認識這種狀態是一種妄想。明尼蘇達州奧姆斯特德縣的一項基於人口的研究發現，每十萬人年的患病率為27例，每十萬人年的發病率近2例。大多數皮膚科醫生在他們的職業生涯中都會見到至少一名患有妄想性寄生症的患者。
妄想性寄生症在女性中的發病率是男性的兩倍。最高的發病率出現在60多歲的人中，但在30多歲的人中也有較高的發病率，與物質濫用有關。它最常見於平均年齡為57歲的“社交孤立”女性中
自21世紀初以來，網絡的普及使得越來越多的人自行診斷患有莫吉隆斯症。

## 历史
卡爾-阿克塞爾·艾克邦（Karl-Axel Ekbom），一位瑞典神經學家，於1937年首次將妄想性寄生症描述為“老年前寄生症妄想”自那時以來，常用名稱已經多次更改。艾克邦最初使用了德語詞語dermatozoenwahn，但其他國家使用了Ekbom综合征這個術語。该术语不再受欢迎，該術語不受歡迎，因為它還指的是不寧腿綜合症（更具體地稱為威利斯-艾克邦病（WED）或維特馬克-艾克邦綜合症）其他與“恐懼症”有關的名稱被拒絕，因為焦慮症並不是典型症狀。在英語文獻中，以艾克邦的名字命名的疾病於 1946年更改為“寄生妄想症”，當時研究人員J.Wilson和H.Miller描述了一系列病例，並於2009年更改為“妄想性寄生症”。自2015年以來，最常見的名稱是“妄想性寄生症”。
Ekbom的原始著作在2003年被翻譯成英文，而在這個翻譯中，作者提出了一個歷史案例，認為詹姆斯·哈靈頓（James Harrington，1611-1677）可能是「第一位被記錄為患有這種妄想的人，當時他"開始想像他的汗水變成了蒼蠅，有時甚至是蜜蜂和其他昆蟲"。

### 莫吉隆斯
瑪麗·萊塔奧（Mary Leitao），莫吉隆斯研究基金會的創辦人，於2002年創造了莫吉隆斯這個名稱，並從17世紀中葉一位醫生的一封信中重新引入這個名稱。萊塔奧及其基金會的其他成員（自認患有莫吉隆斯的人）成功游說美國國會成員和美國疾病控制與預防中心（CDC）在2006年對這種狀態進行調查。CDC於2012年1月發表了多年研究的結果。該研究發現在患有莫吉隆斯的人中沒有潛在的感染條件，並且檢測到的病原體很少；發現的纖維可能是棉花，這種狀態"類似於更常見的病症，如妄想性寄生症"。
一個活躍的線上社群支持莫吉隆斯是一種傳染病的觀點，並提出與莱姆病的關聯性。出版物"主要來自一組調查人員”描述在少數個體的皮膚樣本中發現螺旋體、角蛋白和膠原蛋白的發現；這些發現與CDC進行的更大型的研究相矛盾。

## 社會與文化
麻薩諸塞大學昆蟲學家Jay Traver（1894-1974年）在她去世後被描述為在一篇科學昆蟲學期刊中發表的“有史以來最令人瞠目的錯誤之一”，這是因為她在1951年發表了一篇所謂的蟎蟲感染的報告。她對自己與蟎蟲的詳細描述後來被證明是不正確的，被其他人描述為典型的妄想性寄生症案例。馬坦·舍洛米（Matan Shelomi）表示，這篇論文對患有妄想性寄生症的人造成了"永久性和持久性的傷害"，這些人通過互聯網"廣泛傳播和引用特拉弗等人的文章以及其他偽科學或虛假報告"，使治療和治癒變得更加困難。他主張應該撤回這篇歷史性的論文，因為它誤導了人們對他們的妄想，而由「患有妄想的患者編寫或使其成為可能」的論文，以及網絡傳播的陰謀論和莫吉隆斯的相關妄想可能会增加。
谢洛米在2013年發表了另一項研究，稱之為科學不端行為，當時《紐約昆蟲學會期刊》於2004年的一篇文章中包含他所認為是對一個火柴盒標本進行照片操縱，以支持個體患有妄想性寄生症時被跳虫感染的主張。

## 延伸阅读
- Halvorson CR. . Cutis (Review). October 2012, 90 (4): E1–E4. PMID 24005827.
- Simpson L, Baier M. . Journal of Psychosocial Nursing and Mental Health Services (Case report and review). August 2009, 47 (8): 36–41. PMID 19681520. doi:10.3928/02793695-20090706-03.